# Bror Fock
Bror Nom (né le 29 mars 1888 à Vänersborg et décédé le 4 septembre 1964 à Vänersborg) est un athlète suédois spécialiste du fond. Affilié au Vänersborgs IF, il mesurait 1,70 m pour 62 kg

## Biographie

### Palmarès
| Date | Compétition           | Lieu      | Résultat | Épreuve                 | Performance |
| ---- | --------------------- | --------- | -------- | ----------------------- | ----------- |
| 1912 | Jeux olympiques d'été | Stockholm | 2e       | 3 000 mètres par équipe | 13 pts      |
| 1912 | Jeux olympiques d'été | Stockholm | 17e      | Cross individuel        |             |

### Records
| Épreuve       | Performance | Lieu | Date |
| ------------- | ----------- | ---- | ---- |
| 10 000 mètres |             |      |      |